# Castello di Hünnefeld

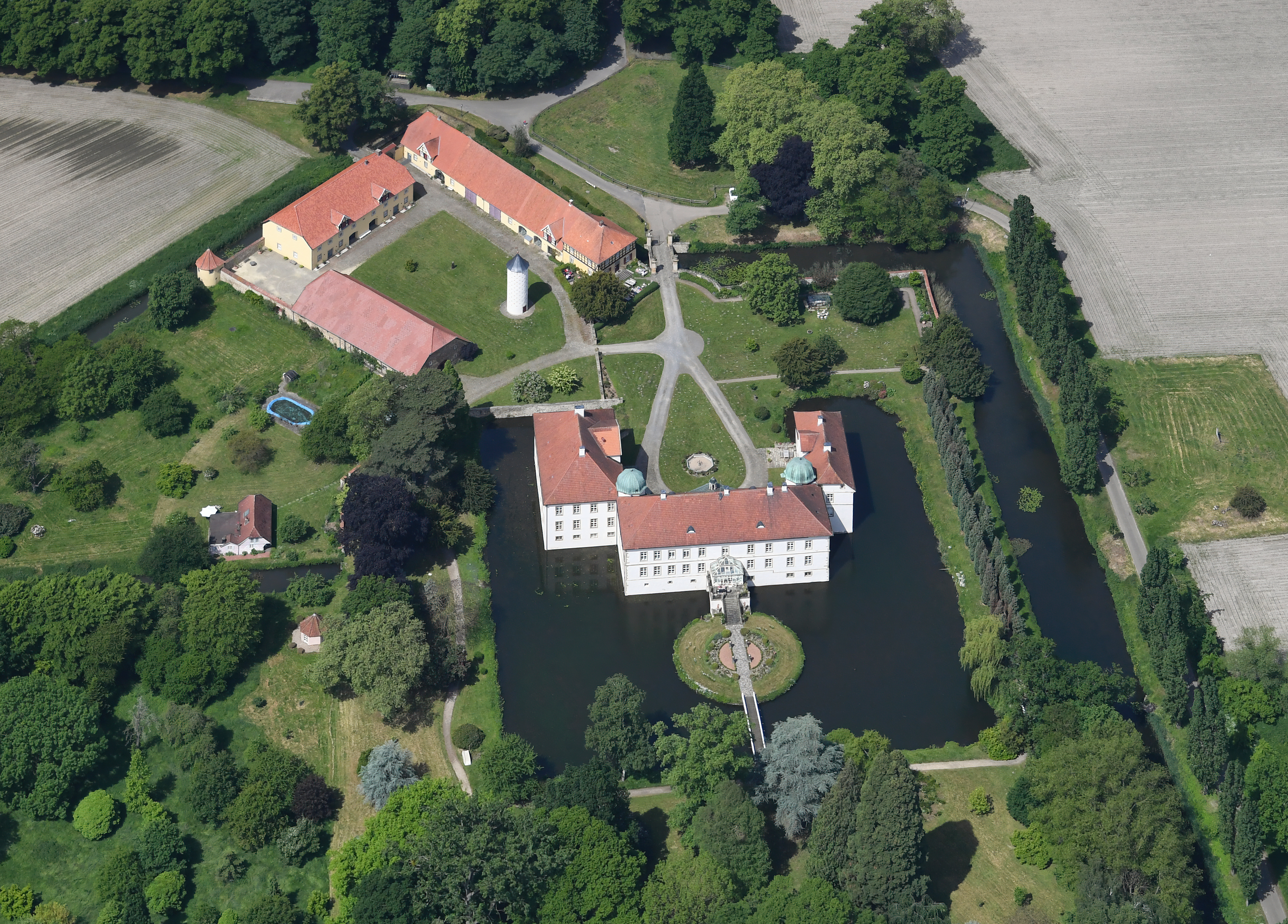
Vista aerea del castello di Hünnefeld

Il castello di Hünnefeld (Schloss Hünnefeld) è un complesso architettonico situato a Bad Essen, a est del circondario di Osnabrück, a nord del canale Mittelland, tra i distretti di Harpenfeld e Wehrendorf. 
L'imponente complesso, circondato da un fossato e da un parco, è menzionato per la prima volta in un documento nel 1146 ed è stato più volte ricostruito. Oggi è abitato dalla famiglia von dem Bussche-Hünnefeld. Il parco è accessibile agli ospiti della caffetteria, mentre il castello può essere visitato previo accordo telefonico.

## Storia
Il castello di Hünnefeld viene menzionato per la prima volta nel 1146 come sede avita dei signori di Hünefeld, che erano ministeriali del vescovato di Osnabrück. Nel 1394, Everd von Haren divenne il nuovo signore del castello per matrimonio e lo vendette al genero Bernd von Dehem nel 1432. Il 17 marzo 1447 il castello entrò in possesso della famiglia von dem Bussche, che in precedenza aveva posseduto il vicino castello di Ippenburg (Schloss Ippenburg). Nel 1598, le linee von dem Bussche-Ippenburg e von dem Bussche-Hünnefeld si separarono per divisione ereditaria.
Sul sito del primo complesso castellano, nel XIII secolo, fu costruito un castello in due parti con fossato. Nel secolo successivo sono attestati un castello superiore e uno inferiore. Il castello odierno sorge sul sito dell'antico castello superiore; il castello inferiore fu demolito intorno al 1600 per far posto a un'aia e alle fortificazioni. L'attuale casa padronale fu costruita con l'ala laterale settentrionale come parte di un complesso a tre ali dal 1610 al 1614, ma in origine era previsto un complesso a quattro ali. L'ala laterale meridionale fu aggiunta nel 1658.

### Schloss
L'attuale casa padronale fu costruita con l'ala laterale settentrionale come parte di un complesso a tre ali dal 1610 al 1614, ma in origine era previsto un complesso a quattro ali. L'ala laterale meridionale fu aggiunta nel 1658.
La casa principale a tre ali del complesso del castello fu costruita tra il 1610 e il 1613 da Gerhard Clamor v. dem Bussche (1572-1614) e Hedwig v. Münchhausen (1590-1653), figlia di Hilmar il Giovane von Münchhausen, sul modello della casa dei genitori di Hedwig a Castel Schwöbber (Schloss Schwöbber), utilizzando forme semplici del primo barocco al posto delle decorazioni del Rinascimento del Weser.
L'ala nord potrebbe contenere ancora una torre più antica, come indicato da una massiccia scala in pietra e dalle feritoie.
Il castello è circondato da un fossato, un secondo fossato racchiude l'intero complesso che comprende l'aia, il giardino e la piazza del vecchio castello.